# العلاقات الكرواتية الكوبية
العلاقات الكرواتية الكوبية هي العلاقات الثنائية التي تجمع بين كرواتيا وكوبا.

## مقارنة بين البلدين
هذه مقارنة عامة ومرجعية للدولتين:
| وجه المقارنة                                              | كرواتيا                                                  | كوبا                              |
| --------------------------------------------------------- | -------------------------------------------------------- | --------------------------------- |
| المساحة (كم2)                                             | 56.59 ألف                                                | 109.88 ألف                        |
| عدد السكان (نسمة)                                         | 4.11 مليون                                               | 11.48 مليون                       |
| الكثافة السكانية (ن./كم²)                                 | 72.63                                                    | 104.48                            |
| العاصمة                                                   | زغرب                                                     | هافانا                            |
| اللغة الرسمية                                             | اللغة الكرواتية                                          | اللغة الإسبانية                   |
| العملة                                                    | كونا كرواتية                                             | بيزو كوبي، بيزو كوبي قابل للتحويل |
| الناتج المحلي الإجمالي (بليون دولار)                      | 54.85 مليار                                              | 87.13 مليار                       |
| الناتج المحلي الإجمالي (تعادل القوة الشرائية) بليون دولار | 94.64 مليار                                              |                                   |
| الناتج المحلي الإجمالي الاسمي للفرد دولار أمريكي          | 11.54 ألف                                                |                                   |
| الناتج المحلي الإجمالي للفرد دولار أمريكي                 | 21.64 ألف                                                |                                   |
| مؤشر التنمية البشرية                                      | 0.818                                                    | 0.769                             |
| رمز المكالمات الدولي                                      | +385                                                     | +53                               |
| رمز الإنترنت                                              | .hr                                                      | .cu                               |
| المنطقة الزمنية                                           | توقيت وسط أوروبا، ت ع م+01:00، ت ع م+02:00، أوروبا/زغرب ‏ | 00                                |

## منظمات دولية مشتركة
يشترك البلدان في عضوية مجموعة من المنظمات الدولية، منها:
| علم المنظمة | اسم المنظمة                   | تاريخ انضمام كرواتيا | تاريخ انضمام كوبا |
| ----------- | ----------------------------- | -------------------- | ----------------- |
|             | يونسكو                        | 1 يونيو 1992         | 29 أغسطس 1947     |
|             | منظمة حظر الأسلحة الكيميائية  | ?                    | ?                 |
|             | منظمة التجارة العالمية        | ?                    | ?                 |
|             | الاتحاد البريدي العالمي       | ?                    | ?                 |
|             | منظمة الشرطة الجنائية الدولية | ?                    | ?                 |
|             | الأمم المتحدة                 | 22 مايو 1992         | 24 أكتوبر 1945    |
|             | الاتحاد الدولي للاتصالات      | 3 يونيو 1992         | 16 يناير 1918     |
|             | المنظمة الهيدروغرافية الدولية | ?                    | ?                 |

## وصلات خارجية
- موقع وزارة الخارجية الكرواتية
- موقع وزارة الخارجية الكوبية